# Hofdame

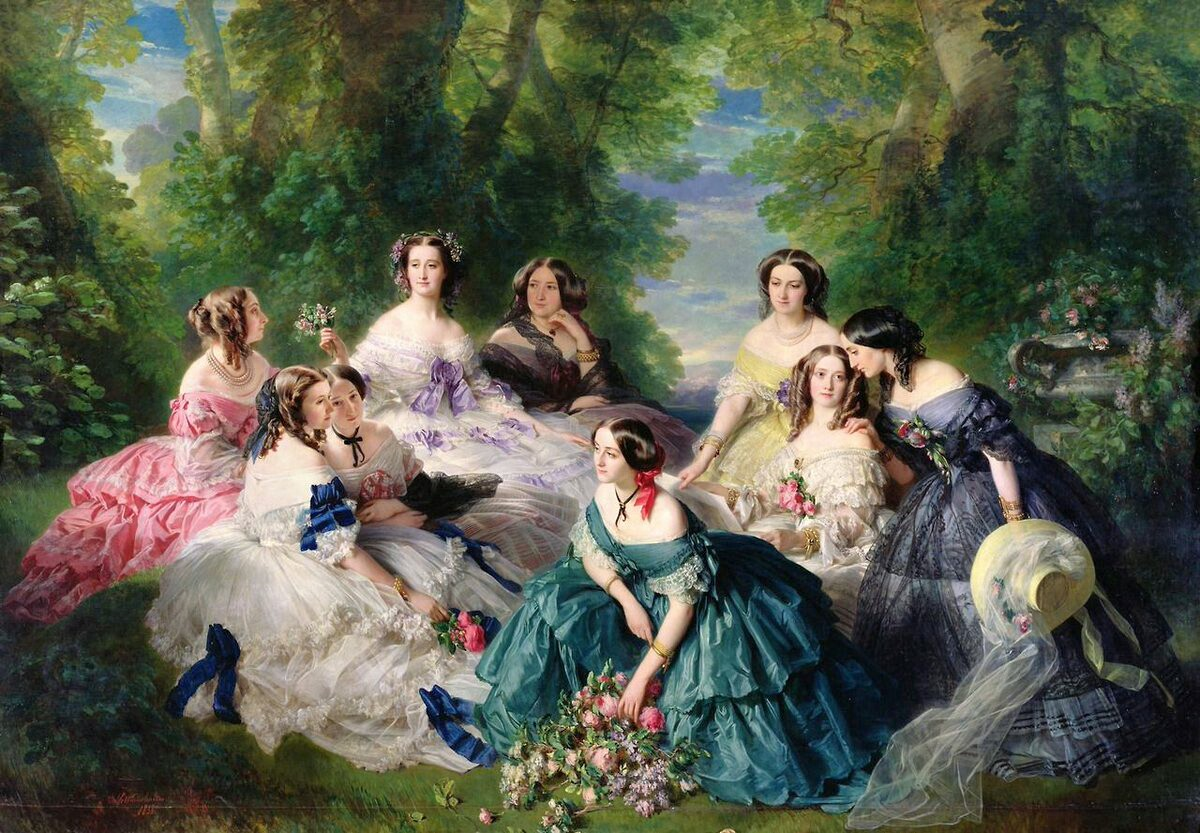
Keizerin Eugénie omringd door haar hofdames, door Franz Xaver Winterhalter (1855)

Een hofdame is een vrouwelijke functionaris aan een koninklijk of feodaal hof die een koningin, prinses of een hooggeplaatste adellijke vrouw bijstaat. Historisch gezien was een hofdame in Europa vaak van adel maar dan van een lagere rang dan de vrouw die ze diende. Ook als ze voor haar diensten werd betaald, werd een hofdame meer beschouwd als een particulier secretaresse, hoveling of gezelschapsdame dan als dienares. Buiten Europa was de hofdame, vaak paleisvrouw genoemd, in de praktijk vaak wel een bediende of een slavin en geen hooggeplaatste vrouw, al had ze wel ongeveer dezelfde taken.
Het Belgische en het Nederlandse hof kennen nog steeds hofdames die een koningin of een prinses ondersteunen en vergezellen bij verplichtingen.

## Geschiedenis
De ontwikkeling van de positie van hofdame in Europa hangt nauw samen met de ontwikkeling van het koninklijk hof. Verondersteld wordt dat Merovingische koninginnen al hun eigen persoonlijke dienaren hadden. Hincmar van Reims vermeldt in zijn beschrijving van de koninklijke huishouding van Karel de Kale uit 882 dat hoffunctionarissen in het Karolingische Rijk bevelen opvolgden van zowel de koningin als de koning. In de 9e eeuw hadden Karolingische koninginnen als teken van hun waardigheid al een detachement adellijke bewakers, en sommige functionarissen behoorden tot de entourage van de koningin in plaats van die van de koning.
Aan het einde van de 12e eeuw hadden de koninginnen van Frankrijk een eigen huishouding met adellijke hofdames. Er was aan het hof maar een klein aantal vrouwen echt in dienst als hofdame; de meeste adellijke vrouwen aan het hof waren echtgenotes van edellieden die hun man vergezelden. In 1286 had de koningin van Frankrijk slechts vijf hofdames in dienst. Naast een aantal gehuwde hofdames had een vorstin soms ook een aantal jongere adellijke meisjes (erejoffers) in haar huishouding.
De rol van hofdames in Europa veranderde ingrijpend tijdens de renaissance. Toen  ontwikkelde er zich als uitdrukking van de vorstelijke macht aan de hoven van Italië een nieuw ceremonieel hofleven, waarin vrouwen een belangrijke rol speelden. Dit verspreidde zich naar Bourgondië.
Het hof van het hertogdom Bourgondië was in de 15e eeuw het meest prestigieuze hof van Europa geworden. Het diende als voorbeeld toen het Franse koninklijke hof aan het eind van de 15e eeuw groter werd en men zowel voor mannen als vrouwen nieuwe functies invoerde. De kleine groep van gehuwde hofdames (femmes) en ongehuwde meisjes erejoffers (filles)  die in de middeleeuwen een relatief bescheiden rol speelden aan het hof werd in het begin van de 16e eeuw in Frankrijk snel uitgebreid. Er ontstond een hiërarchie van verschillende vrouwelijke ambten en de hofdames speelden een belangrijke en publieke rol in het nieuwe ceremoniële hofleven. Dit voorbeeld werd in de 16e eeuw gevolgd in andere delen van Europa toen ook daar de hoven zich uitbreidden en meer ceremonieel vertoon ontwikkelden. In de vroegmoderne tijd nam het aantal hoffuncties voor vrouwen toe; er waren meer vrouwen aan het hof en ze waren ook meer zichtbaar.

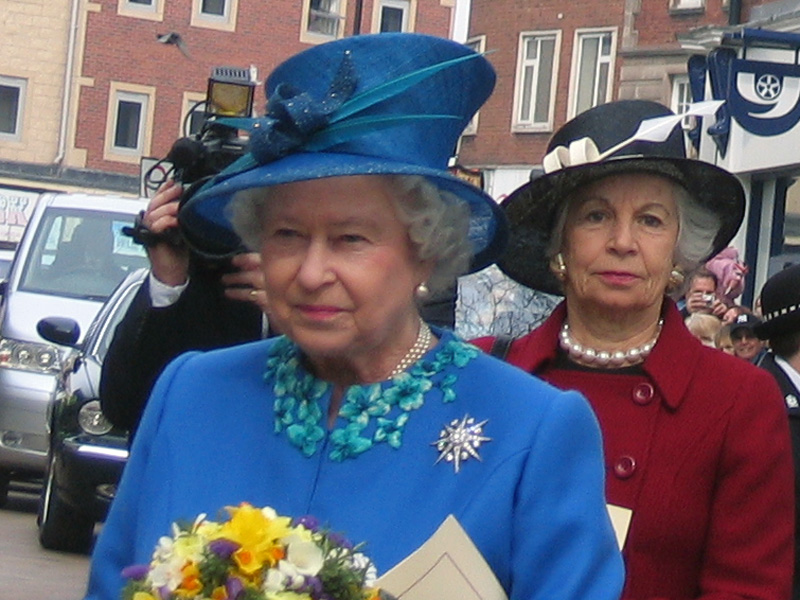
Koningin Elizabeth II met haar hofdame

Aan het eind van de 19e eeuw en het begin van de 20e eeuw begonnen de meeste Europese hoven echter het aantal functionarissen in te krimpen, vaak als gevolg van veranderde economische en politieke omstandigheden. Ook het aantal hofdames en erejoffers werd verminderd. Toch hebben in de 21e eeuw koninginnen en prinsessen vaak nog steeds een of meer hofdames die hen ondersteunen bij hun werk en hen vergezellen bij verplichtingen.

## Taken van hofdames
De taken van de hofdames varieerden van hof tot hof maar omvatten meestal het op de hoogte houden van de vorstin of prinses over gebeurtenissen en personen aan het hof, het verzorgen van haar persoonlijk verblijf en de garderobe, secretarieel werk zoals het bijhouden van de correspondentie, toezicht houden op bedienden, beheren van het budget en boodschappen doen, en het discreet doorgeven van berichten. De vaardigheden waar hofdames over moesten beschikken waren onder meer kennis van de etiquette, talenkennis, dansen, paardrijden, muziek maken en schilderen.

## België en Nederland
Het hof van het hertogdom Bourgondië, dat in de 15e eeuw in de Lage Landen was gevestigd, was beroemd om zijn uitgebreide ceremoniële hofleven en stond model voor verschillende andere hoven van Europa. Het Bourgondische hofmodel werd het model voor het Oostenrijkse keizerlijke hof in de 16e eeuw, toen de Bourgondische Nederlanden en Oostenrijk door de Habsburgse dynastie werden verenigd.
In de 16e eeuw bestond het vrouwelijke deel van de hofhouding van de Habsburgse landvoogdessen van de Nederlanden, Margaretha van Oostenrijk en Maria van Hongarije, uit een hofmeesteres of dame d'honneur die als eerste hofdame diende,  een hofdame of Mère de filles, de tweede in rang en plaatsvervanger van de hofmeesteres en tevens verantwoordelijk voor de erejoffers, en ten slotte de kamermeisjes en kameniersters.

### Nederland

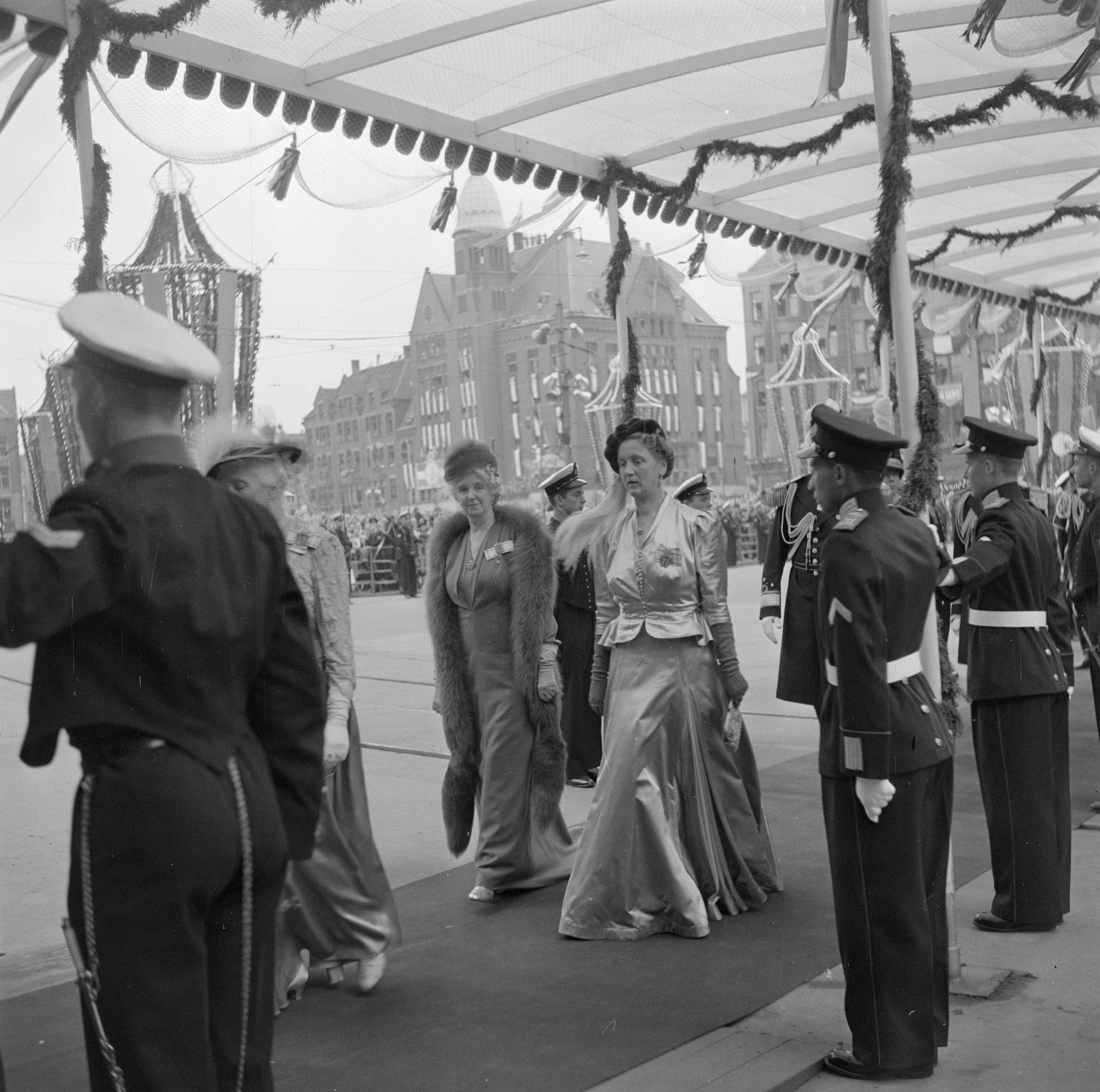
Dame du Palais mevrouw L. Verbrugge van 's Gravendeel-Prisse en hofdame jkvr. C.E.B. Röell bij de inhuldiging van koningin Juliana der Nederlanden in 1948.

Het Koninkrijk der Nederlanden werd opgericht in 1815 en sindsdien kent Nederland een koninklijk hof. In de 19e eeuw werden de hofdames geleid door de Grootmeesteres, tweede in rang waren de Dames du Palais (gehuwde dames), gevolgd door de ongetrouwde hofdames (vergelijkbaar met erejoffers). In de loop van de geschiedenis vervaagde het verschil tussen dames du palais en hofdames meer en meer.
Koningin Beatrix der Nederlanden had in totaal zeven hofdames. Zij vergezelden de koningin en de andere vrouwelijke leden van het Koninklijk Huis tijdens bezoeken en bij recepties aan het hof. De monarch betaalde hun onkosten maar ze ontvingen geen salaris. Niet alle dames waren lid van de Nederlandse adel. Uitstekend sociale vaardigheden en discretie waren de belangrijkste aanbevelingen om hofdame te worden. Hofdames onder koningin Beatrix waren:
- Maria Paulina (Ietje) van Karnebeek-van Lede, sinds 1979, daarna van koning Willem-Alexander der Nederlanden.
- Maria Julie (Miente) Boellaard-Stheeman, sinds 1982 en daarna van koning Willem-Alexander
- Julie Jeekel-Thate, sinds 1987 en daarna van koning Willem-Alexander
- Reina Dorette (Reina) de Blocq van Scheltinga, sinds 2000 en daarna van koning Willem-Alexander
- Elisabeth Joseph Maria (Elisabeth) barones van Wassenaer-Mersmans, sinds 2004 en daarna van koning Willem-Alexander
- M.L.A. (Bibi) barones van Zuylen van Nijevelt-den Beer Poortugael, sinds 1 januari 2011 en daarna onder koning Willem-Alexander, tot zij grootmeesteres werd. In haar nieuwe functie begeleidt ze incidenteel ook koningin Máxima en prinses Beatrix nog in de functie van hofdame.

Onder koning Willem-Alexander en koningin Máxima werd het aantal hofdames teruggebracht tot drie:
- Ottoline Antoinette (Lieke) Gaarlandt-van Voorst van Beest, hofdame van koningin Beatrix sinds 1993 en daarna van koning Willem-Alexander, vanaf 2001 speciaal belast met de begeleiding van prinses Máxima der Nederlanden. Zij ging in 2021 met pensioen.
- J.M. (Pien) van Karnebeek-Thijssen, hofdame van koningin Beatrix sinds 15 april 2013 en daarna van koning Willem-Alexander
- A.M. (Annemijn) Crince le Roy-van Munster van Heuven, hofdame van koning Willem-Alexander sinds 15 oktober 2013

De Grootmeesteres is de hoogst geplaatste dame aan het Koninklijk Hof. Van 1984 tot 2014 werd de functie bekleed door Martine van Loon-Labouchere, een voormalig diplomaat. De huidige Grootmeesteres is Bibi gravin van Zuylen van Nijevelt-den Beer Poortugael (hofdame van 2011-2014).

### België
Het Koninkrijk België werd gesticht in 1830, waarna een koninklijk hof werd gevormd. De eerste hofdames werden aangesteld toen Louise Marie van Orléans in 1832 de eerste koningin van België werd. Het systeem van vrouwelijke ambtsdragers van het huishouden van de koningin werden gecreëerd naar Frans model en bestond uit een dame d'honneur, gevolgd door enkele hofdames met de naam dame du palais, die op hun beurt boven de première femme de chambre en de femmes de chambre stonden.
De hofdames werden historisch gezien door de koningin zelf gekozen uit de katholieke adelhuizen van België. De hoofdfuncties aan het hof, waarbij er veel contact was met de koninklijke dames, werden ingenomen door leden van de hogere adel. De Belgische prinsessen kregen een hofdame toegewezen op hun 18e verjaardag. Wanneer de koningin ontvangt, verwelkomen de dames de gasten en helpen ze de gastvrouw bij het onderhouden van het gesprek.

## Bekende hofdames

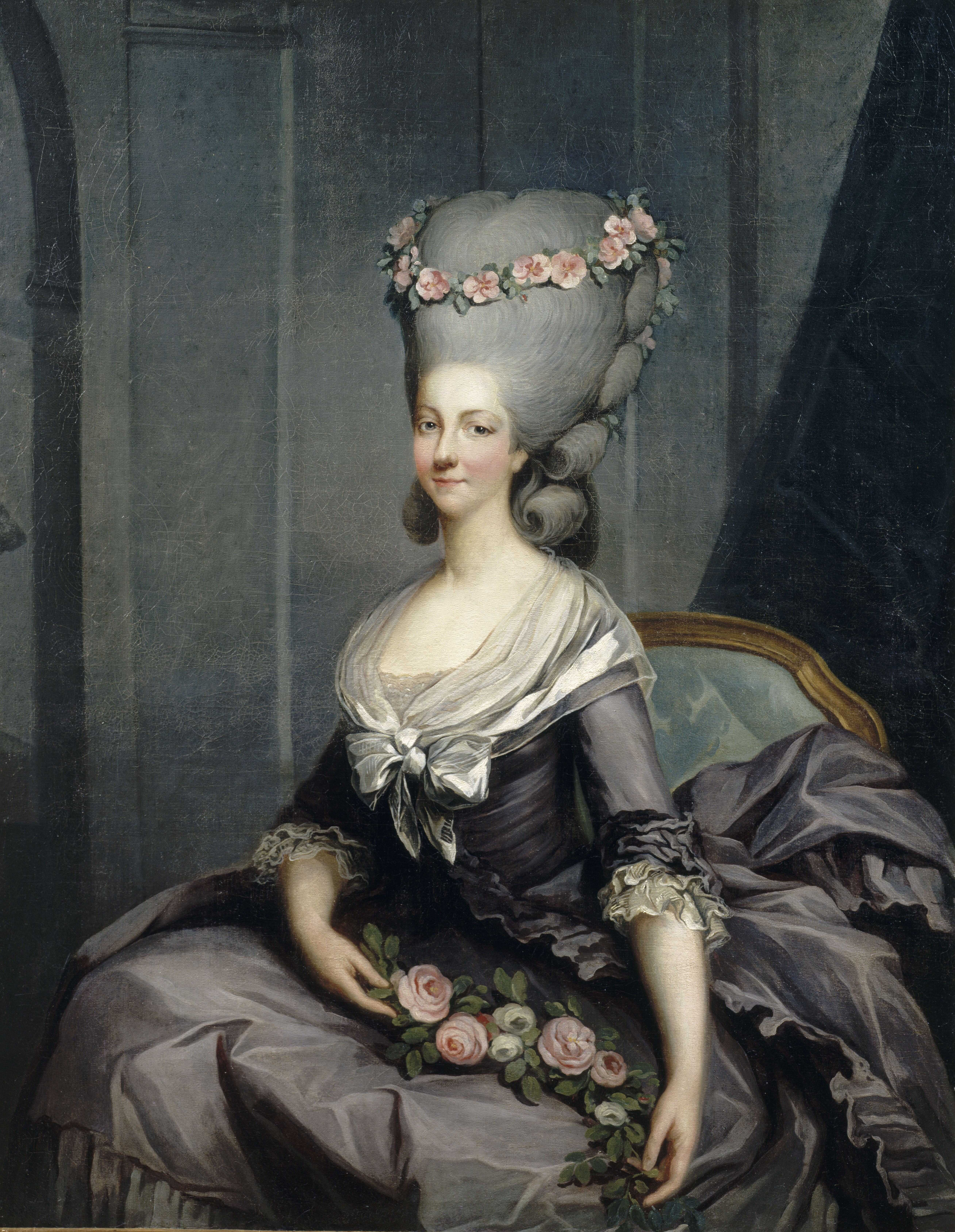
Princesse de Lamballe, hofdame van koningin Marie-Antoinette van Frankrijk

### Ancien régime
- Sarah Churchill, hertogin van Marlborough
- Madame de Lamballe (eerste hofdame van koningin Marie Antoinette van Oostenrijk)
- Madame de Polignac
- Madame de La Vallière
- Diana van Poitiers

### 19e eeuw
- Julia prinses von Battenberg, hofdame van keizerin Marie Alexandrovna
- Jkvr. Pauline van der Linden d'Hooghvorst, hofdame van keizerin Eugenie
- Sophie burggravin Villain XIIII, hofdame van Marie Louise van Oostenrijk
- Gravin Irma Sztáray, hofdame van keizerin Elisabeth, zij vergezelde keizerin Elisabeth in haar laatste dagen in Genève

#### Nederland
- Jkvr. Henriëtte van de Poll (1853-1946)Russische hofdame in formele hofkleding

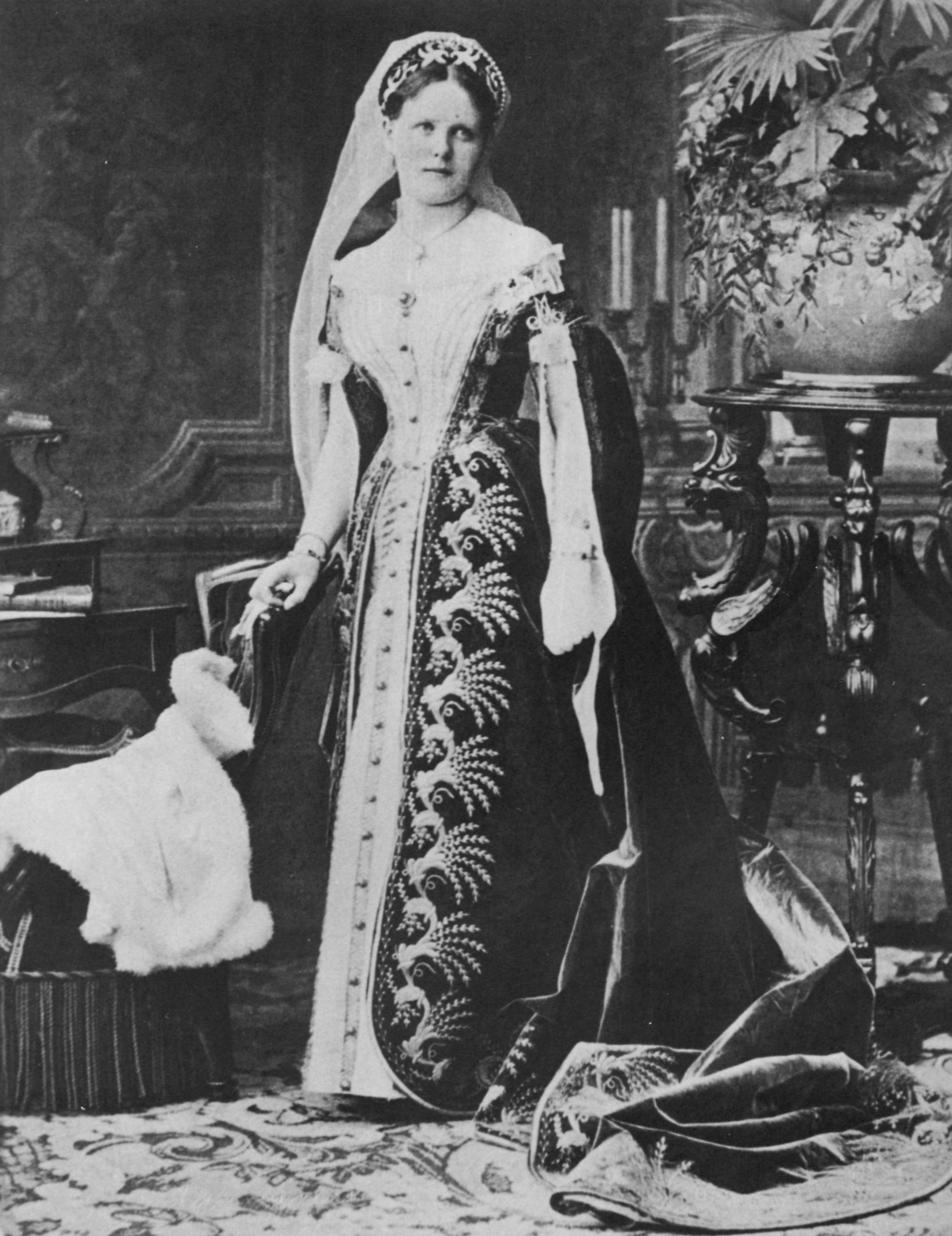
Russische hofdame in formele hofkleding

### 20e eeuw
- Pamela Mountbatten, hofdame van koningin Elizabeth II van het Verenigd Koninkrijk

#### Nederland
- Harriet Blom (1926-2019)
- Aggie Labouchere (1925-2012)
- Jkvr. Catharina Elisabeth Boudewina Röell (1911-1995)
- Marie Wijnen (1927-2015)